# Agogiek (wetenschap)
Agogiek is de leer van het begeleiden, aansturen of beleidsmatig mogelijk maken van veranderingsprocessen bij mensen opdat ze meer grip krijgen op hun leven. Deze sociale wetenschap bestudeert hoe mens en samenleving veranderen en geeft aanwijzingen over de manier waarop dit kan worden beïnvloed en begeleid. Agogie verwijst naar het agogisch handelen op zich, de activiteit van het interveniëren in veranderingsprocessen. 
Agologie is de wetenschap die agogie en agogiek bestudeert; Het wordt beschouwd als een interdisciplinaire bovenbouwwetenschap die wordt gevoed door andere disciplines. Mensen die zich daarin bekwamen, worden agogen genoemd. De psychologie helpt agogen de situatie en de ontwikkeling van de individuele mens te begrijpen, de  sociologie geeft inzicht in de maatschappelijke condities en uit de filosofie haalt de agoog wereldbeelden of voorschriften omtrent het interveniëren in menselijke veranderingsprocessen.
Agogisch werk is gericht op het vergroten van het handelingsvermogen van de mens (zowel op individueel als collectief niveau). In dit opzicht is agogiek een emancipatorische handelingswetenschap die aansluit bij het streven naar empowerment. 

## Verschil met pedagogiek
Het woord agogiek is een neologisme. De termen agogiek en agogie werden voor het eerst gebruikt in Nederland, maar stammen, in tegenstelling tot wat vaak gedacht wordt, niet af van het Griekse agôgè, maar verwijzen naar het Griekse woord paidagogos.
De Nederlandse grondlegger van de agogische wetenschappen, T.T. ten Have (1906-1975), gebruikte de term agogie(k) om het onderscheid met de term pedagogiek duidelijker te maken. Meer specifiek maakte hij een onderscheid tussen pedagogiek (gericht op kinderen), andragogiek (gericht op volwassenen) en gerontagogiek (gericht op ouderen). De verschillende doelgroepen vragen immers om een aparte methode. De term agogiek gold in dit opzicht als overkoepelende term. In Nederland spreekt men over andragogiek wanneer men het heeft over volwassenenvorming.
In Vlaanderen heeft het onderscheid in prefixen (andr-, geront-) nooit ingang gevonden. Agogiek wordt er voornamelijk vertaald als volwassenenvorming. Relevanter dan het onderscheid in doelgroep, is de manier waarop de agoog aan de slag gaat: agogiek staat voor een niet-schoolse educatieve aanpak, ook wel informele of niet-formele educatie genoemd.

## Niet-formele en informele educatie
Agogiek is nauw verbonden met de term educatie. Het onderscheid tussen formele, niet-formele en informele educatie verduidelijkt dit. Formele educatie verwijst naar traditionele educatieve en schoolse contexten. Het is diplomagericht, onderwijzer-gestuurd, sterk gestructureerd en meestal verplicht. Informele educatie staat hier lijnrecht tegenover en verwijst naar alle vormen van leren in het dagelijkse leven. Informele educatie gebeurt spontaan, vertrekt vanuit de persoon zelf en behoeft geen autoritair of hiërarchisch figuur. Niet-formele educatie kan tussen deze twee uitersten geplaatst worden. Het verwijst naar georganiseerde educatieve activiteiten vanuit instellingen en organisaties zoals jeugdwerk, sociaal-culturele verenigingen, musea en volkshogescholen. De focus ligt niet op kennisoverdracht of het behalen van diploma's, maar op persoonsontplooiing, gemeenschapsvorming en het vergroten van maatschappelijke participatie en kritisch burgerschap. Agogiek is voornamelijk gericht op niet-formele en informele educatie.